# Dyseuaresta caracasana
Dyseuaresta caracasana är en tvåvingeart som först beskrevs av Foote 1980.  Dyseuaresta caracasana ingår i släktet Dyseuaresta och familjen borrflugor.
Artens utbredningsområde är Venezuela. Inga underarter finns listade i Catalogue of Life.